# Norbert Buske
Norbert Buske (* 2. Januar 1936 in Demmin; † 20. Oktober 2023) war ein deutscher evangelischer Theologe, Pfarrer und Politiker (CDU).

## Leben
Nach dem Schulbesuch absolvierte Norbert Buske ein Theologiestudium, das er mit der Promotion zum Dr. theol. abschloss. Anschließend nahm er eine Tätigkeit als Pfarrer in Levenhagen auf. Er war seit 1973 Mitglied der Landessynode der Pommerschen Evangelischen Kirche und wurde später zum Kirchenrat ernannt.
Buske war von 1995 bis 1999 Beauftragter der Pommerschen Evangelischen Kirche und der Evangelisch-lutherischen Landeskirche Mecklenburgs bei Parlament und Landesregierung Mecklenburg-Vorpommern.
Außerdem wirkte Buske von 1981 bis 2009 als Vorsitzender der Arbeitsgemeinschaft für pommersche Kirchengeschichte, von 1990 bis 2005 im Vorstand der Historischen Kommission für Pommern und im Vorstand der Gesellschaft für pommersche Geschichte, Altertumskunde und Kunst. Als Student war er Mitglied der Christlichen Friedenskonferenz und Teilnehmer der I. Allchristlichen Friedensversammlung 1961 in Prag.

## Politik
Norbert Buske trat 1952 der CDU der DDR bei. Er war von 1990 bis 1994 Mitglied des Landtags von Mecklenburg-Vorpommern und dort von 1991 bis 1994 Vorsitzender des Rechtsausschusses. 1995 wurde er zum Kreistagspräsidenten des Kreises Ostvorpommern gewählt. 1991 sah er sich Rücktrittsforderungen wegen seiner angeblichen Zusammenarbeit mit der DDR-Staatssicherheit ausgesetzt. Die vom Ältestenrat des Landtages Mecklenburg-Vorpommern beauftragte „Kommission zur Überprüfung der Landtagsabgeordneten auf etwaige Stasi-Belastung“ stellte jedoch im Juni 1993 fest, dass sich Norbert Buske niemals zur Zusammenarbeit mit dem MfS verpflichtet habe, sondern dieses den angestrebten Kontakt zu Buske wegen fehlender Erfolgsaussichten abgebrochen habe.

## Auszeichnungen
- Pommerscher Kulturpreis für Wissenschaft, 1991.

## Veröffentlichungen (Auswahl)
- Mittelalterliche Küstenstationen als Gnadenorte: Ein Beitrag zur mittelalterlichen Kirchengeschichte des ehemaligen Herzogtums Pommern. Greifswald, Theol. F., Diss. v. 7. Nov. 1970

Auszug: Die Marienkapellen auf dem Gollen, dem Revekol und dem Heiligen Berg bei Pollnow. Ein Beitrag zur Geschichte der Wallfahrtsorte in Pommern. In: Baltische Studien. NF 56, 1970, S. 17–40, ISSN 0067-3099.
- Die pommersche Kirchenordnung Johannes Bugenhagen 1535. Union Verlag, Berlin 1985.
- Kirchen in Barth. Evangelische Verlags-Anstalt, Berlin 1986
- Kirchen auf Mönchgut. Ein Führer durch die Bau- und Kirchengeschichte der Gotteshäuser. Evangelische Verlags-Anstalt, Berlin 1987, ISBN 3-374-00207-2.
- Vilm – Die Geschichte einer Insel, thomasius verlag 1994
- Pommern: Territorialstaat und Landesteil von Preußen. Thomas Helms Verlag, Schwerin 1997, ISBN 3-931185-07-9.
- Kapellenbauten und Kirchenrenovierungen des Greifswalder Architekten Johann Gottfried Quistorp (1755–1835). In: Baltische Studien. NF 87, 2002, S. 95–121.
- Pommersche Kirchengeschichte in Daten. Thomas Helms Verlag, Schwerin 2003, ISBN 3-935749-17-1.
- Spuren der Ewigkeit. Schätze der Pommerschen Evangelischen Kirche. Thomas Helms Verlag, Schwerin 2003, ISBN 3-935749-06-6.
- Das Kriegsende in Demmin 1945. 1. Auflage. Landeszentrale für Politische Bildung Mecklenburg-Vorpommern. Landeskundliche Hefte. Thomas Helms Verlag, Schwerin 1995. ISBN 3-931185-04-4
- Das Kriegsende in Demmin 1945. 2. korrigierte Auflage. Thomas Helms Verlag, Schwerin 2007, ISBN 978-3-935749-95-4.
- Das evangelische Pommern. Bekenntnis im Wandel. Thomas Helms Verlag, Schwerin 2009, ISBN 978-3-940207-44-9.
- als Hrsg.: Pomerania. Faksimiledruck und Übersetzung. Thomas Helms Verlag, Schwerin 2008, ISBN 978-3-940207-41-8.
- Johannes Bugenhagen. Sein Leben. Seine Zeit. Seine Wirkungen. Thomas Helms Verlag, Schwerin 2010, ISBN 978-3-940207-01-2.
- Fromme barocke Sinnbilder in Farbe und Musik. Das Hohe Lied – Darstellungen an der Patronatsempore in Steinhagen (mit einer CD). Mit Beiträgen von Beate Bugenhagen und Matthias Schneider Thomas Helms Verlag, Schwerin 2013, ISBN 978-3-940207-84-5.